# Zwemmen op de Olympische Zomerspelen 2020 – 4×100 meter wisselslag gemengd
De 4×100 meter wisselslag gemengd op de Olympische Zomerspelen 2020 vond plaats op 29 juli 2021 (series), en op 31 juli 2021 (finale). Omdat het zwembad waarin de wedstrijd gehouden werd 50 meter lang is, bestond de race uit acht baantjes. Na afloop van de series kwalificeren de acht snelste ploegen zich voor de finale. Dit onderdeel stond voor de eerste maal op het olympische programma.

## Records
Voorafgaand aan het toernooi waren dit het wereldrecord en het kampioenschapsrecord
| Wereldrecord     | China Xu Jiayu Yan Zibei Zhang Yufei Yang Junxuan | 3.38,41         | Qingdao         | 1 oktober 2020  |
| Olympisch record | Nieuw onderdeel                                   | Nieuw onderdeel | Nieuw onderdeel | Nieuw onderdeel |

## Uitslagen

### Series
| Rang | Serie | Baan | Naam | Land             | Tijd    | Bijz,      |
| ---- | ----- | ---- | --- | ---------------- | ------- | ---------- |
| 1    | 1     | 4    | Kathleen Dawson (58,50) Adam Peaty (57,08) James Guy (50,58) Freya Anderson (52,59)                            | Groot-Brittannië | 3.38,75 | Q , OR, ER |
| 2    | 1     | 5    | Regan Smith (57,64) Andrew Wilson (59,09) Tom Shields (50,87) Abbey Weitzeil (53,42)                           | Verenigde Staten | 3.41,02 | Q          |
| 3    | 2     | 4    | Xu Jiayu (52,67) Yan Zibei (58,61) Zhang Yufei (57,37) Yang Junxuan (53,64)                                    | China            | 3.42,29 | Q          |
| 4    | 2     | 5    | Isaac Cooper (53,55) Zac Stubblety-Cook (58,80) Brianna Throssell (57,62) Bronte Campbell (52,38)              | Australië        | 3.42,35 | Q          |
| 5    | 2     | 6    | Simone Sabbioni (53,96) Nicolò Martinenghi (58,38) Elena Di Liddo (57,29) Federica Pellegrini (53,02)          | Italië           | 3.42,65 | Q          |
| 6    | 1     | 3    | Kira Toussaint (1.00,12) Arno Kamminga (58,15) Nyls Korstanje (51,86) Ranomi Kromowidjojo (53,12)              | Nederland        | 3.43,25 | Q          |
| 7    | 2     | 3    | Grigori Tarasevitsj (52,99) Kirill Prigoda (59,33) Arina Soerkova (57,47) Maria Kameneva (53,94)               | Russische ploeg  | 3.43,73 | Q          |
| 8    | 2     | 8    | Anastasia Gorbenko (59,59) Itay Goldfaden (59,65) Gal Cohen Groumi (51,06) Andrea Murez (53,64)                | Israël           | 3.43,94 | Q          |
| 9    | 2     | 2    | Anna Konishi (59,58) Shoma Sato (59,84) Katsuhiro Matsumoto (50,95) Rikako Ikee (53,78)                        | Japan            | 3.44,15 |            |
| 10   | 1     | 2    | Marek Ulrich (53,82) Fabian Schwingenschlögl (58,35) Lisa Höpink (58,06) Annika Bruhn (53,96)                  | Duitsland        | 3.44,19 |            |
| 11   | 2     | 7    | Apostolos Christou (53,18) Konstadinos Meretsolias (1.00,10) Anna Ntountounaki (57,08) Theodora Drakou (54,41) | Griekenland      | 3.44,77 |            |
| 12   | 2     | 1    | Mikita Tsmyh (54,88) Ilja Sjymanovitsj (58,85) Anastasia Koeljasjova (58,12) Anastasia Sjkoerdai (54,50)       | Wit-Rusland      | 3.46,35 |            |
| 13   | 1     | 6    | Javier Acevedo (54,31) Gabe Mastromatteo (59,91) Katerine Savard (57,97) Rebecca Smith (54,35)                 | Canada           | 3.46,54 |            |
| 14   | 1     | 7    | Guilherme Basseto (54,03) Felipe Lima (59,68) Giovanna Diamante (58,26) Stephanie Balduccini (54,77)           | Brazilië         | 3.46,74 |            |
| 15   | 1     | 8    | Benedek Kovács (53,76) Petra Halmai (1.08,11) Richárd Márton (51,49) Fanni Gyurinovics (53,79)                 | Hongarije        | 3.47,15 |            |
|      | 1     | 1    | Paulina Peda (1.00,83) Jan Kozakiewicz (59,28) Jakub Majerski Kornelia Fiedkiewicz                             | Polen            | DSQ     |            |

### Finale
| Rang   | Baan | Namen                                                                                               | Land             | Tijd    | Bijz. |
| ------ | ---- | --------------------------------------------------------------------------------------------------- | ---------------- | ------- | ----- |
| Goud   | 4    | Kathleen Dawson (58,80) Adam Peaty (56,78) James Guy (50.00) Anna Hopkin (52,00)                    | Groot-Brittannië | 3.37,58 | WR    |
| Zilver | 3    | Xu Jiayu (52,56) Yan Zibei (58,11) Zhang Yufei (55,48) Yang Junxuan (52,71)                         | China            | 3.38,86 |       |
| Brons  | 6    | Kaylee McKeown (58,14) Zac Stubblety-Cook (58,82) Matthew Temple (50,26) Emma McKeon (51,73)        | Australië        | 3.38,95 |       |
| 4      | 2    | Thomas Ceccon (52,23) Nicolò Martinenghi (57,73) Elena Di Liddo (56,62) Federica Pellegrini (52,70) | Italië           | 3.39,28 |       |
| 5      | 5    | Ryan Murphy (52.23) Lydia Jacoby (1.05,09) Torri Huske (56,27) Caeleb Dressel (46,99)               | Verenigde Staten | 3.40,95 |       |
| 6      | 7    | Kira Toussaint (59,45) Arno Kamminga (57,89) Nyls Korstanje (51,34) Femke Heemskerk (52,57)         | Nederland        | 3.41,25 | NR    |
| 7      | 1    | Jevgeni Rylov (52,79) Kirill Prigoda (59,15) Svetlana Tsjimrova (56,95) Maria Kameneva (53,56)      | Russische ploeg  | 3.42,45 |       |
| 8      | 8    | Anastasia Gorbenko (59,55) Itay Goldfaden (59,86) Gal Cohen Groumi (51,58) Andrea Murez (53,78)     | Israël           | 3.44,77 |       |